# 1999. évi téli európai ifjúsági olimpiai napok
Az 1999. évi téli európai ifjúsági olimpiai napok hivatalos nevén az IV. téli európai ifjúsági olimpiai napok egy több sportot magába foglaló nemzetközi sportesemény, melyet 1999. március 9. és 12. között rendeztek Poprádban, Szlovákiában.

## Versenyszámok
| Versenyszámok az 1999. évi téli európai ifjúsági olimpiai napokon |       |     |        |          |
| Sportág, szakág                                                   | férfi | női | vegyes | összesen |
| Alpesisí                                                          | 3     | 3   |        | 6        |
| Biatlon                                                           | 2     | 2   | 1      | 5        |
| Jégkorong                                                         | 1     |     |        | 1        |
| Műkorcsolya                                                       | 1     | 1   | 1      | 3        |
| Rövidpályás gyorskorcsolya                                        | 2     | 2   | 1      | 5        |
| Sífutás                                                           | 2     | 2   | 1      | 5        |
| Síugrás                                                           | 2     |     |        | 2        |
|                                                                   |       |     |        |          |
| Összesen                                                          | 13    | 10  | 4      | 27       |

## A magyar érmesek
| Érem  | Versenyző        | Versenyszám              |
| ----- | ---------------- | ------------------------ |
| Arany | Dorofejev Tamara | Műkorcsolya - Női egyéni |

## Éremtáblázat
| Az 1999. évi téli európai ifjúsági olimpiai napok éremtáblázata | Az 1999. évi téli európai ifjúsági olimpiai napok éremtáblázata | Az 1999. évi téli európai ifjúsági olimpiai napok éremtáblázata | Az 1999. évi téli európai ifjúsági olimpiai napok éremtáblázata | Az 1999. évi téli európai ifjúsági olimpiai napok éremtáblázata | Olimpia  |
| --------------------------------------------------------------- | --------------------------------------------------------------- | --------------------------------------------------------------- | --------------------------------------------------------------- | --------------------------------------------------------------- | -------- |
|                                                                 | Ország                                                          | Arany                                                           | Ezüst                                                           | Bronz                                                           | Összesen |
| 1.                                                              | Oroszország                                                     | 9                                                               | 6                                                               | 3                                                               | 18       |
| 2.                                                              | Franciaország                                                   | 3                                                               | 4                                                               | 2                                                               | 9        |
| 3.                                                              | Finnország                                                      | 3                                                               | 2                                                               | 3                                                               | 8        |
| 4.                                                              | Olaszország                                                     | 3                                                               | 1                                                               | 1                                                               | 5        |
| 5.                                                              | Hollandia                                                       | 2                                                               | 2                                                               | 0                                                               | 4        |
| 6.                                                              | Németország                                                     | 2                                                               | 0                                                               | 1                                                               | 3        |
| 7.                                                              | Ausztria                                                        | 1                                                               | 4                                                               | 4                                                               | 9        |
| 8.                                                              | Norvégia                                                        | 1                                                               | 2                                                               | 2                                                               | 5        |
| 9.                                                              | Svédország                                                      | 1                                                               | 1                                                               | 0                                                               | 2        |
| 10.                                                             | Magyarország                                                    | 1                                                               | 0                                                               | 0                                                               | 1        |
|                                                                 | Szlovákia                                                       | 1                                                               | 0                                                               | 0                                                               | 1        |
| 12.                                                             | Svájc                                                           | 0                                                               | 3                                                               | 1                                                               | 4        |
| 13.                                                             | Egyesült Királyság                                              | 0                                                               | 1                                                               | 2                                                               | 3        |
| 14.                                                             | Ukrajna                                                         | 0                                                               | 1                                                               | 0                                                               | 1        |
| 15.                                                             | Belgium                                                         | 0                                                               | 0                                                               | 2                                                               | 2        |
|                                                                 | Csehország                                                      | 0                                                               | 0                                                               | 2                                                               | 2        |
|                                                                 | Szlovénia                                                       | 0                                                               | 0                                                               | 2                                                               | 2        |
| 18.                                                             | Lengyelország                                                   | 0                                                               | 0                                                               | 1                                                               | 1        |
|                                                                 | Románia                                                         | 0                                                               | 0                                                               | 1                                                               | 1        |
|                                                                 |                                                                 |                                                                 |                                                                 |                                                                 |          |
| Összesen                                                        | Összesen                                                        | 27                                                              | 27                                                              | 27                                                              | 81       |